# Korn (Foto)

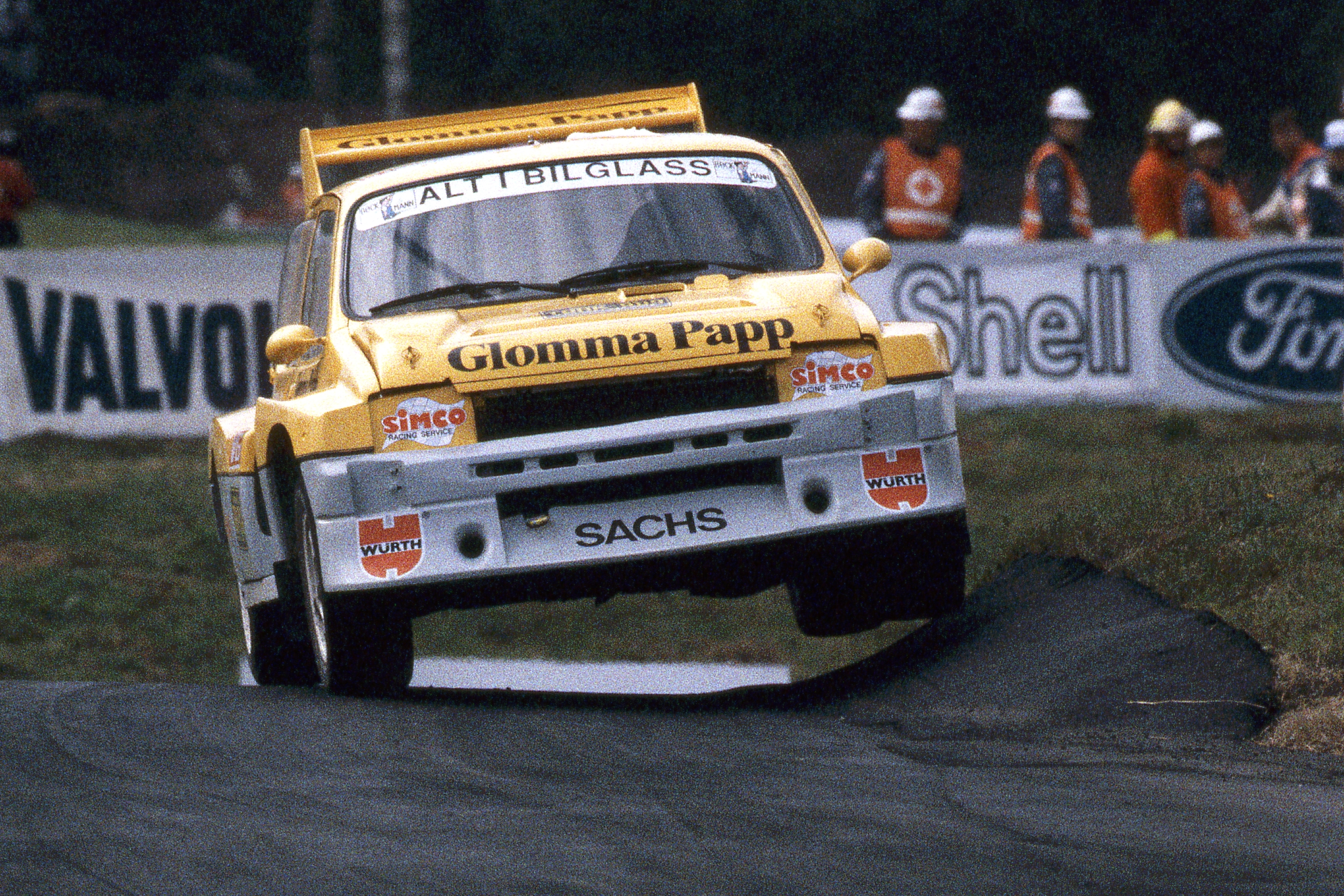
Rallycross-Rennwagen im Jahr 1991 fotografiert auf einem extrem grobkörnigen 1000-ASA-Farbdiafilm

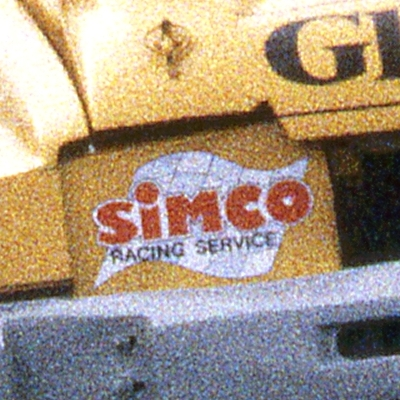
Ausschnitt aus dem Bild rechts

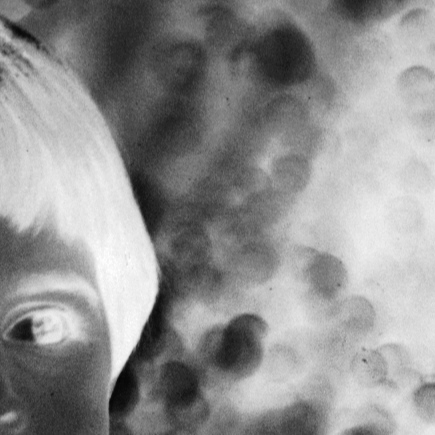
Korn bei einem Schwarzweiß-Kleinbildfilm mit ISO 25

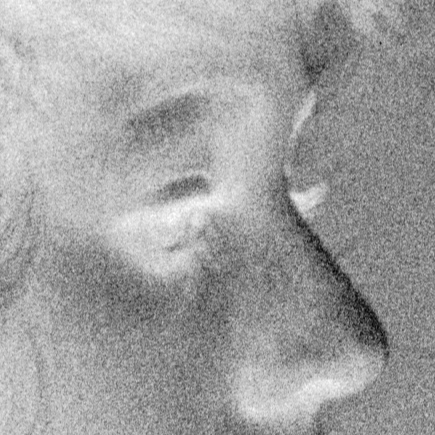
Korn bei einem hochempfindlichen Schwarzweiß-Kleinbildfilm (ISO 1600)

Korn oder Filmkorn (engl. Film grain) nennt man in der Fotografie die kleinsten Strukturen des entwickelten Films, die erst bei starker Vergrößerung gut sichtbar werden. Fotochemisch handelt es sich dabei um Zusammenballungen von feinst verteilten Silberpartikeln, die für die Zerrissenheit gleichmäßig geschwärzter Flächen sorgen.
Die Fein- oder Grobkörnigkeit ist sehr vom Filmtyp, aber auch von den Entwicklungsbedingungen abhängig. Filme mit niedriger Lichtempfindlichkeit, also mit niedrigen ISO-Werten, sind in der Regel sehr viel feinkörniger als stark lichtempfindliche Filme mit hohen ISO-Werten. Auch die Farbintensität, der mögliche Kontrastumfang und die maximale Dichte hochempfindlicher Filme weicht von Filmen mit niedriger oder mittlerer Empfindlichkeit sichtbar ab. Es sollte jedoch beachtet werden, dass dieser Zusammenhang nur bei Filmmaterialien gilt, die den gleichen technischen Stand aufweisen, moderne Filme mit ISO 400 können durchaus weniger störendes Korn aufweisen als mittelempfindliche Filme (ISO 50 bis ISO 100) aus den 1970er Jahren.
Ähnlich dem Bildrauschen bei digitalen Medien begrenzt das Filmkorn das Auflösungsvermögen eines fotografischen Films, weswegen hochempfindliches Filmmaterial eher für Motive geeignet ist, die keine hohe Detailschärfe erfordern.